# Nepasice
Nepasice (německy Nepasitz) je vesnice, část města Třebechovice pod Orebem v okrese Hradec Králové. Nachází se asi tři kilometry západně od Třebechovic pod Orebem. Prochází zde silnice I/11. Nepasice je také název katastrálního území o rozloze 4,43 km².

## Exulanti
Během slezských válek emigrovaly z náboženských důvodů celé rodiny do pruského Slezska. Dělo se tak pod ochranou vojska pruského krále Fridricha II. Velikého. Hromadnou emigraci nekatolíků zpočátku organizoval Jan Liberda a zprostředkoval ji generál Christoph Wilhelm von Kalckstein. Z obce Nepasice a Blešno prokazatelně uprchli v roce 1742 přes městečko Münsterberg v pruském Slezsku tito lidé: 
- Vojtěch Malý s manželkou a čtyřmi dětmi. Současně s ním odešel i Vojtěch Malý, sedlák z Blešna. Dne 14. února 1742 rychtář a konšelé obce Blešna si přišli prohlédnout mohovitost z kreraužto odtad do Slízka odjeti míní. V inventáři je uvedena i sláma a hrachovina, kterou sedlák Malý z Blešna do Slezska odvézt nehodlal.[5]
- Jan Stříbrný, chalupník z Nepasic. Emigroval s manželkou Dorotou († 17. února 1771, stará 80 let, Husinec).[6] Jan Stříbrný patří mezi zakladatele obce Husinec, což byla první česká exulantská kolonie v pruském Slezsku. Samuel Figulus, pravnuk Jana Amose Komenského, byl kazatelem českého sboru v Husinci od roku 1754 až do své smrti v roce 1771.
- Václav Stříbrný, sedlák z Nepasic († 11. července 1742 v Münsterbergu). Emigroval s manželkou Kateřinou, synem Václavem (28), Jakubem (24), Jiříkem (15) a Matějem (10). Opouštěný majetek byl sepsán 13. února 1742 (2 kobyly, hříbě, tkalcovský stav...) za jeho přítomnosti.[5]
- Jakub Stříbrný, syn Václavův. V říjnu 1750 byl starším sboru. I on patří k zakladatelům obce Husinec, stejně jako jeho matka Kateřina. Kateřina zemřela 17. února 1756 ve věku 66 let. Jakub dne 12. června 1796 ve věku 80 let. Jeho nejmladší dcera Marie (* 14. května 1783 se 24. července 1803 provdala za Václava Zounara. Tato mladá rodina patřila k zakladatelům města Zelov.[7]
- Matěj Stříbrný, syn Václavův. Žil stejně jako celý rod Stříbrných v Husinci. Zemřel 3.9.1779. Na cestě do Vratislavi z dopuštění Božího od koně svého do boku kopnutý byl, dne 3.9, když ho z Weigwitz domů vezli, na cestě v Klein Laudy dokonal.
- Jan Stříbrný (II.), který zemřel 2. května 1780 ve věku 60 let v Husinci, patří rovněž k zakladatelům této obce, stejně jako Jiřík Stříbrný. Odkud pocházeli, není známo, ale dá se předpokládat příbuzenský vztah.

## Přírodní poměry
Vesnice stojí ve Orlické tabuli na hranice přírodního parku Orlice. Jižně od ní protéká řeka Orlice, jejíž tok s přilehlými pozemky  je součástí přírodní památky Orlice.